# Törpe mandula
A törpe mandula (Amygdalus nana (syn. Prunus tenella)) a rózsafélék (Rosaceae) családjába tartozó 0,5−1 méter magas cserjefaj. Kelet-Szibériától Nyugat-Ázsián keresztül Alsó-Ausztriáig terjedt el. Dísznövényként máshol is ültetik.

## Jellemzők
Vékony, felálló hosszú hajtásain a lombfakadással egyidőben fejlődnek a virágai. A levelek hosszúkás-lándzsásak, 2,5–6 cm hosszúak, nyélbe keskenyedők. A szirmok hosszúkásak, élénk rózsaszínűek, bimbós állapotban pirosak. Termése 2 centiméteres egymagvú csontár, amelyet sűrű, molyhos burok fed. Gyökérsarjak útján vegetatívan könnyen szaporodik, ezért helyenként több tíz méter hosszú, kefesűrű állományt is képes létrehozni.
Magjai és hajtásai mérgezőek. 
Lombfakadás előtt, március-áprilisban virágzik.

## Élőhely
Löszfalak, pusztafüves lejtők, pusztai cserjések, tölgyesek szegélye. A dombvidéki övben, száraz, lombos cserjésekben, szőlőhegyeken, lágyszárúakban gazdag szárazgyepekben él. Kelet-Szibériától Magyarországig elterjedt, Alsó-Ausztriában is előfordul.